# 米赫伊萊什蒂鄉 (布澤烏縣)
44°55′N 26°40′E / 44.917°N 26.667°E
米赫伊萊什蒂鄉（羅馬尼亞語：Comuna Mihăilești, Buzău），是羅馬尼亞的鄉份，位於該國東南部，由布澤烏縣負責管轄，面積25平方公里，海拔高度74米，2007年人口2,102，人口密度每平方公里83人。